# Ferrari 412 S
La 412 S è un'autovettura da competizione prodotta dalla Ferrari nel 1958 in un solo esemplare.

## Il contesto

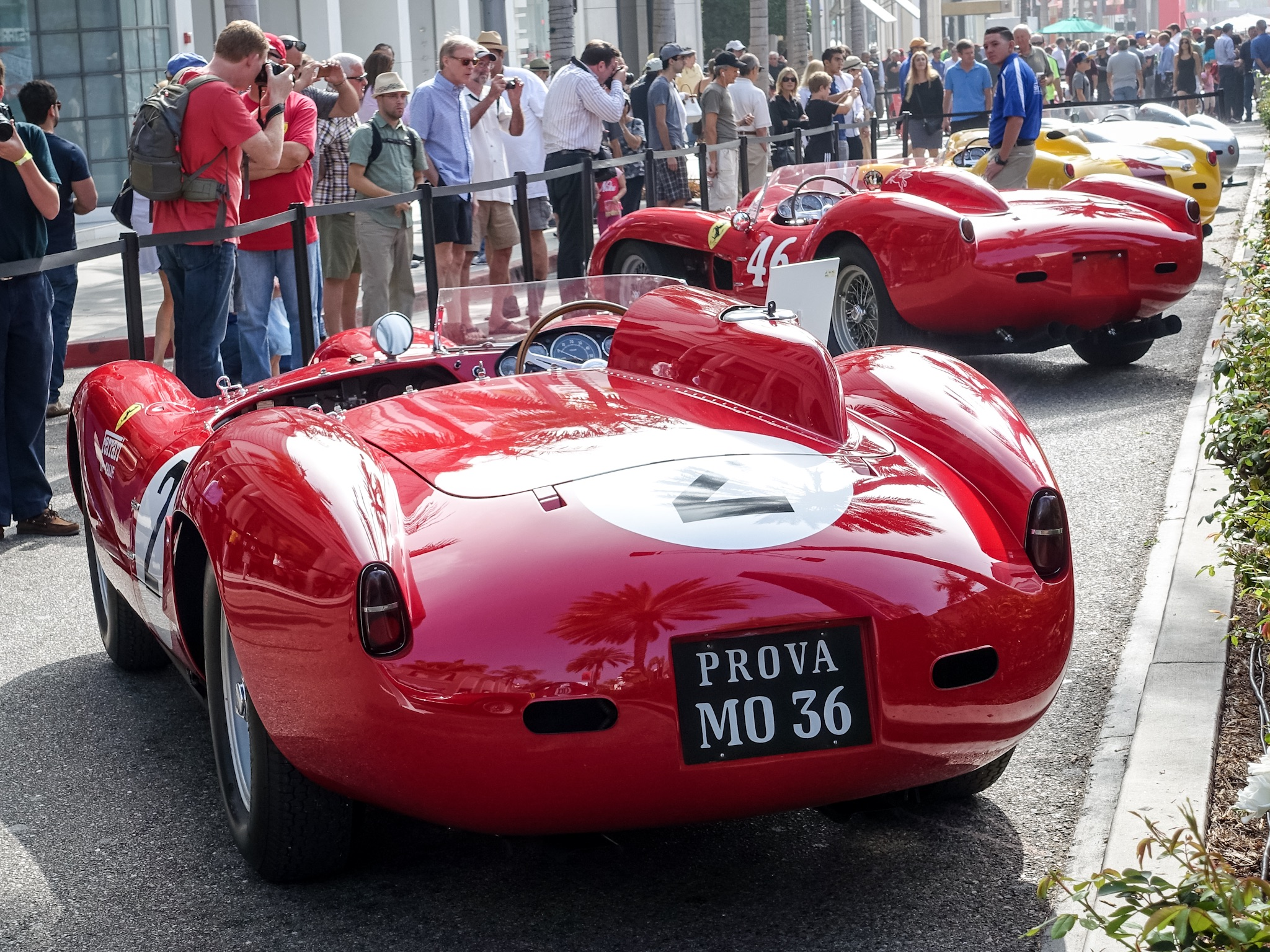
Vista posteriore

Il modello derivava da altre due vetture Ferrari; infatti il telaio e l'autotelaio furono precedentemente montati sulla 312 S ed avevano, rispettivamente, sigla interna “0744” e “Tipo 524”. Il motore derivava invece da quello installato sulla 412 MI ed era conosciuto in Ferrari come “Tipo 141”.
La sigla numerica nel nome della “412 S” era collegata alla cilindrata del propulsore, che era di circa 4 L, ed al numero dei cilindri, che erano 12 a V.
La genesi del motore montato su questo modello va ricercata nel propulsore monoalbero studiato da Vittorio Jano per le competizioni del 1956, che a sua volta derivava dai V12 progettati da Gioachino Colombo. Il propulsore di Jano aveva una cilindrata di circa 3,5 L e fu montato sulla 290 MM. L'anno successivo, nel 1957, questo motore fu sviluppato e venne installata una coppia di alberi a camme in testa per bancata; suddetto propulsore fu montato sulla Ferrari 290 S, mentre la sua evoluzione da 3,8 L venne collocata sulla 315 S. Nello stesso anno il motore fu oggetto di un nuovo sviluppo; la distribuzione fu infatti modificata con il montaggio di una sola coppia di alberi a camme in testa, mentre la cilindrata fu portata a circa 4 L.  Questa nuova evoluzione del propulsore fu montata sulla 335 S e l'anno successivo, nel 1958, venne installata sulla 412 MI con il rapporto di compressione lievemente aumentato. Quest'ultimo fu poi incrementato nuovamente, ed il motore ottenuto fu montato sulla “412 S”.
Nel 1959, dopo essere stata venduta, la vettura fu rimandata in Ferrari; in questa occasione le furono sostituiti i freni, che da tamburo diventarono a disco. La “412 S” fu una tra le prime vetture della Casa di Maranello a montare questo tipo di freni. La carrozzeria fu opera di Scaglietti.
Il modello fu tra le più potenti Ferrari da competizione con motore anteriore mai costruite. Fu completamente restaurato negli anni novanta.

## Le competizioni
L'unico esemplare prodotto fu venduto il 10 settembre 1958 a John von Neumann, rappresentante della Ferrari nella ”West Coast” statunitense. Durante la sua gara inaugurale (nel 1958 a Watkins Glen), l'esemplare fu guidato da Phil Hill, che non completò la corsa per guai meccanici. La vettura partecipò poi ad una gara a Riverside condotta nuovamente da Phil Hill, ma non terminò la competizione per l'eccessivo consumo di carburante, che portò all'esaurimento dello stesso. Nel 1959 la “412 S” riuscì però ad aggiudicarsi due vittorie con alla guida Phil Hill e Richie Ginther; una di esse fu a Riverside. Il modello continuò a gareggiare fino agli anni sessanta, conquistando diversi podi. Successivamente passò a diversi proprietari che lo impiegarono in rievocazioni storiche di competizioni.

## Caratteristiche tecniche
Il motore era un V12 a 60° non sovralimentato anteriore e longitudinale. L'alesaggio e la corsa erano rispettivamente 77 mm e 72 mm, che portavano la cilindrata totale a 4023,32 cm³. Il monoblocco e la testata erano fabbricate in lega leggera. Il rapporto di compressione era di 9,9:1, mentre la potenza massima erogata dal propulsore era di 432 CV a 8000 giri al minuto .
La distribuzione era formata da un doppio albero a camme in testa che comandava due valvole per cilindro. L'alimentazione era assicurata da sei carburatori di marca Weber e modello 42 DCN. L'accensione era doppia ed il relativo impianto comprendeva due spinterogeni. La lubrificazione era a carter secco, mentre la frizione era multidisco.
Le sospensioni anteriori erano indipendenti ed erano costituite da quadrilateri trasversali oltre che da molle elicoidali; quelle posteriori erano invece formate da un ponte De Dion, doppi puntoni e da una balestra trasversale. Entrambe montavano ammortizzatori idraulici. I freni erano originariamente a tamburo sulle quattro ruote; successivamente furono montati freni a disco. Lo sterzo era a vite senza fine e settore dentato. La trazione era posteriore, e la trasmissione era formata da un cambio manuale a quattro rapporti più la retromarcia.
Il telaio era tubolare in acciaio, mentre la carrozzeria era spider a due posti.